# Parc Nacional de Skarvan i Roltdalen
El Parc Nacional de Skarvan i Roltdalen (en noruec: Skarvan og Roltdalen nasjonalpark) és un parc nacional de Noruega, situat als municipis de Selbu i Tydal al comtat de Sør-Trøndelag, així com en els municipis de Meråker i Stjørdal al comtat de Nord-Trøndelag.
El parc va ser inaugurat el 2004 i ocupa uns 441,5 quilòmetres quadrats. El parc inclou una àmplia zona boscosa d'avet (a la vall de Roltdalen hi ha el bosc d'avet més gran de Sør-Trøndelag), així com la regió muntanyosa de Skarvan, típica de la regió de Trøndelag, tant en la vida cultural i la història natural .
Les muntanyes de Skarvan són la zona muntanyosa més notable de la regió. Trondhjems Turistforening manté una xarxa de senders que connecten el parc de nord a sud.